# Filmski studio
Filmski studio, zatvoreni radni prostor relativno velikih površina u kojem se snimaju filmovi. Osim interijera, mogu se inscenirati i eksterijeri s panoramskim pejzažima uz uporabu stražnje projekcije. Budući da se snima u zatvorenom prostoru uz uporabu rasvjetnih tijela i drugih specijalnih uređaja, atmosferski uvjeti nisu bitni, čime se smanjuju troškovi čekanja na povoljne vremenske prilike.
Suvremeni filmski studiji su izolirani od vanjskih zvukova i omogućuju izravno audio snimanje. Filmskim studijem upravlja produkcijska kompanija, a on može biti u njenom vlasništvu ili pod najmom. Osim zemljišta s popratnim zgradama i sadržajem namjenjenim snimanju filmova, studijima se nazivaju i velike američke filmske tvrtke u razdoblju klasičnog Hollywooda (MGM, Warner Brothers, 20th Century Fox, Paramount Pictures, Universal i druge).

## Povijest
Prvi filmski studio pod imenom Black Maria izgradio je 1893. godine u West Orangeu u američkoj saveznoj državi New Jersey Edisonov suradnik William K. L. Dickson za potrebe snimanja filmova koji su se snimali uz pomoć kinetoskopa. Prvi tipični studio industrijske kinematografije izgradio je 1897. godine francuski filmski redatelj i producent Georges Méliès (1861. – 1938.), a nakon Prvog svjetskog rata (1914. – 1918.) niknuli su brojni takvi studiji širom Europe i SAD-a (Cinecittà u Rimu, Pinewood u Londonu, studio Mos’filma u Moskvi, mnogobrojni studiji u Hollywoodu, studio Jadran filma u Zagrebu).
Od 1960-ih filmovi se sve više snimaju izvan studija, ponekad većim dijelom na vanjskim lokacijama, a nekad i u cjelosti.

## Vanjske poveznice
- Studio – Hrvatska enciklopedija
- Filmski studio – Filmska enciklopedija